# Polnischer Fußballpokal 2004/05

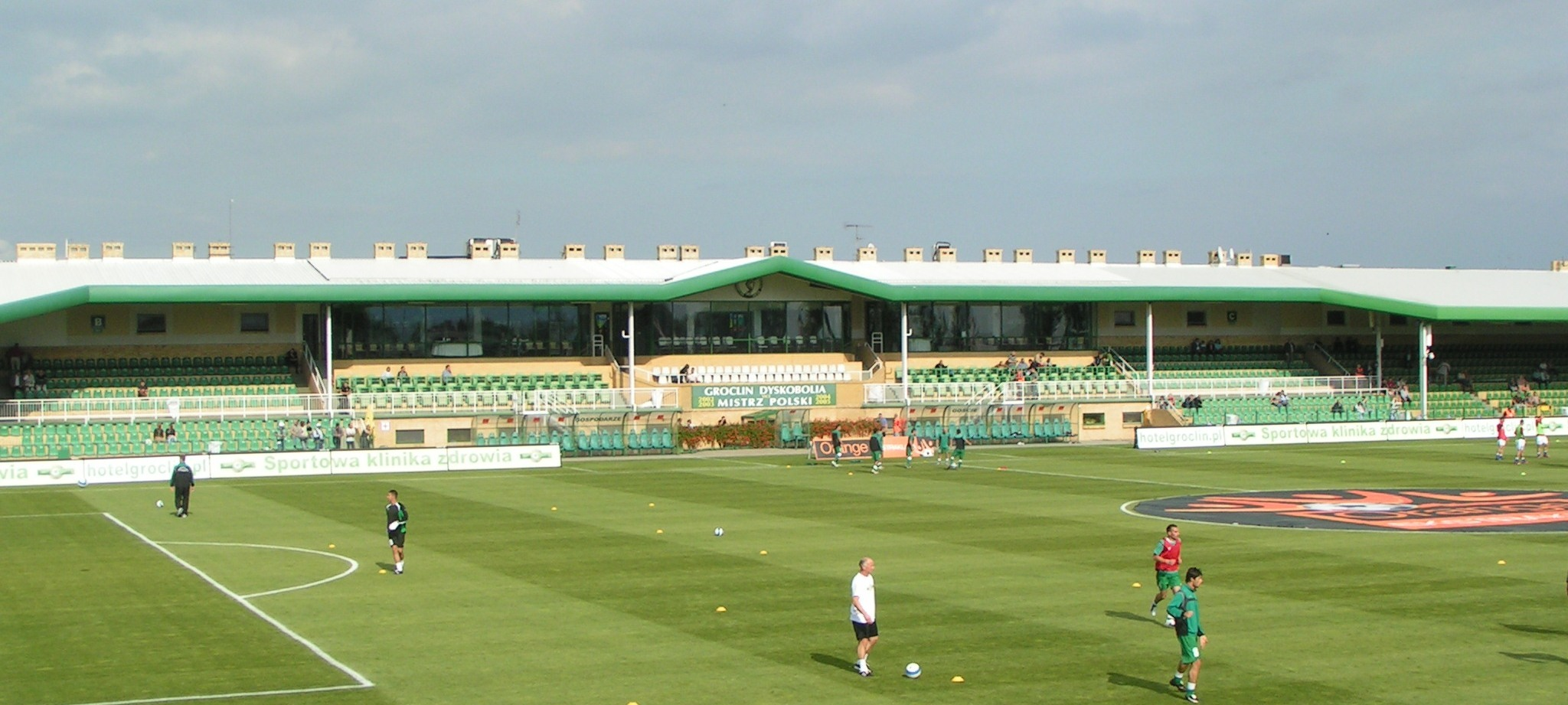
Dyskobolia-Stadion in Grodzisk Wielkopolski, Austragungsort des ersten Finalspiels

Der Puchar Polski 2004/05 war die 51. Ausspielung des polnischen Pokalwettbewerbs. Er begann am 24. Juli 2004 mit den Ausscheidungsspielen zur Vorrunde und endete mit den Finalspielen am 18. und 21. Juni 2005 in Grodzisk Wielkopolski und Lubin.
Dyskobolia Grodzisk Wielkopolski gewann den nationalen Pokal zum ersten Mal in seiner Vereinsgeschichte. Endspielgegner war Zagłębie Lubin, der ebenfalls zum ersten Mal im Finale stand. Durch den Pokalgewinn qualifizierte sich Dyskobolia für die Teilnahme an der 2. Qualifikationsrunde des UEFA-Pokals 2005/2006.
Titelverteidiger Lech Posen schied im Viertelfinale aus.

## Teilnehmende Mannschaften
Für die Hauptrunde waren folgende 62 Mannschaften qualifiziert:
| Ekstraklasa 14 Vereine der Saison 2003/04 | 2. Liga 16 Vereine der Saison 2003/04 | 32 Finalisten der regionalen Pokalwettbewerbe der Woiwodschaften der Saison 2003/04 |
| Wisła Krakau Legia Warschau Amica Wronki Dyskobolia Grodzisk Wielkopolski Wisła Płock Lech Posen (TV) Górnik Zabrze Górnik Łęczna Odra Wodzisław GKS Katowice Polonia Warschau KS Polkowice Świt Nowy Dwór Mazowiecki Widzew Łódź | Pogoń Szczecin Zagłębie Lubin KS Cracovia GKS Bełchatów Szczakowianka Jaworzno RKS Radomsko Podbeskidzie Bielsko-Biała ŁKS Łódź Jagiellonia Białystok Piast Gliwice Ruch Chorzów KSZO Ostrowiec Świętokrzyski Arka Gdynia Tłoki Gorzyce Polar Wrocław Aluminium Konin | - Ermland-Masuren Drwęca Nowe Miasto Lubawskie - Huragan Morąg - Großpolen Warta Posen - Victoria Września - Heiligkreuz Pogoń Staszów - Korona Kielce - Karpatenvorland FKS Stal Mielec - LZS Turbia - Kleinpolen Wisła II Krakau - Przebój Wolbrom - Kujawien-Pommern Chemik/Zawisza Bydgoszcz - Kujawiak Włocławek - Lebus Polonia Słubice - Promień Żary - Lublin Stal Kraśnik - Łada Biłgoraj - Łódź WKS Wieluń - Warta Sieradz - Masowien Mazowsze Grójec - MG MZKS Kozienice - Niederschlesien Gawin Królewska Wola - Sparta Świdnica - Oppeln Burza Gręboszów - Skalnik Gracze - Podlachien Jagiellonia II Białystok - Warmia Grajewo - Pommern Olimpia Sztum - Lechia Gdańsk - Schlesien Raków Częstochowa - Koszarawa Żywiec - Westpommern Odra Chojna - Kotwica Kołobrzeg |

## Vorrunde
Die Vorrundenspiele fanden am 24. Juli 2004 mit acht der 32 regionalen Finalisten aus den Woiwodschaften statt.
| Datum      |                          | Ergebnis              |                          |
| ---------- | ------------------------ | --------------------- | ------------------------ |
| 24.07.2004 | Lechia Gdańsk            | 2:2 n. V. (4:2 i. E.) | Jagiellonia II Białystok |
| 24.07.2004 | MG MZKS Kozienice        | 13:0 1                | Pogoń Staszów            |
| 24.07.2004 | Burza Gręboszów          | 0:2                   | Gawin Królewska Wola     |
| 24.07.2004 | Polonia Słubice          | 1:2 n. V.             | Odra Chojna              |
| 24.07.2004 | Warta Posen              | 0:2                   | Raków Częstochowa        |
| 24.07.2004 | Chemik/Zawisza Bydgoszcz | 3:1                   | Huragan Morąg            |
| 24.07.2004 | Przebój Wolbrom          | 2:1                   | LZS Turbia               |
| 24.07.2004 | Łada Biłgoraj            | 1:0                   | WKS Wieluń               |

## 1. Runde
Die Spiele der 1. Runde fanden am 3. und 4. August 2004 statt. Es nahmen die 16 Gewinner der Vorrundenspiele sowie die 16 Mannschaften der 2. Liga teil.
| Datum      |                              | Ergebnis              |                              |
| ---------- | ---------------------------- | --------------------- | ---------------------------- |
| 03.08.2004 | Lechia Gdańsk                | 3:3 n. V. (0:2 i. E.) | Szczakowianka Jaworzno       |
| 03.08.2004 | MG MZKS Kozienice            | 0:4                   | Świt Nowy Dwór Mazowiecki    |
| 03.08.2004 | Gawin Królewska Wola         | 1:2                   | Zagłębie Lubin               |
| 03.08.2004 | Odra Chojna                  | 0:1                   | Arka Gdynia                  |
| 03.08.2004 | Raków Częstochowa            | 2:3                   | GKS Bełchatów                |
| 03.08.2004 | Chemik/Zawisza Bydgoszcz     | 0:3                   | KSZO Ostrowiec Świętokrzyski |
| 03.08.2004 | Przebój Wolbrom              | 1:4                   | Gornik Polkowice             |
| 03.08.2004 | Łada Biłgoraj                | 2:2 n. V. (2:4 i. E.) | Piast Gliwice                |
| 03.08.2004 | Warmia Grajewo               | 1:4                   | Polonia Warschau             |
| 03.08.2004 | Olimpia Sztum                | 2:0                   | Jagiellonia Białystok        |
| 03.08.2004 | Mazowsze Grójec              | 1:1 n. V. (2:1 i. E.) | RKS Radomsko                 |
| 03.08.2004 | Skalnik Gracze               | 2:1                   | Cracovia                     |
| 03.08.2004 | Korona Kielce                | 3:0 n. V.             | Widzew Łódź                  |
| 03.08.2004 | FKS Stal Mielec              | 2:1                   | Aluminium Konin              |
| 03.08.2004 | Promień Żary                 | 0:4                   | Podbeskidzie Bielsko-Biała   |
| 03.08.2004 | Koszarawa Żywiec             | 3:0                   | Polar Wrocław                |
| 03.08.2004 | Warta Sieradz                | 0:5                   | ŁKS Łódź                     |
| 03.08.2004 | Drwęca Nowe Miasto Lubawskie | 4:1                   | Ruch Chorzów                 |
| 03.08.2004 | Stal Kraśnik                 | 1:2 n. V.             | Tłoki Gorzyce                |
| 03.08.2004 | Wisła II Krakau              | 1:2                   | Kujawiak Włocławek           |
| 03.08.2004 | Victoria Września            | 0:4                   | Kotwica Kołobrzeg            |
| 04.08.2004 | Sparta Świdnica              | 2:3                   | Pogoń Szczecin               |

## 2. Runde
Die Spiele der 2. Runde wurden als Gruppenspiele in Hin- und Rückspielen ausgetragen. Die acht Gruppensieger sowie die Gruppenzweiten qualifizierten sich für die 3. Runde. Die Spiele fanden zwischen dem 21. September und dem 5. Dezember 2004 statt. Es nahmen die 16 Gewinner der 1. Runde sowie die Mannschaften der Ekstraklasa teil.

### Gruppe 1
| Pl. | Verein                 | Sp. | S | U | N | Tore    | Diff. | Punkte |
| --- | ---------------------- | --- | - | - | - | ------- | ----- | ------ |
| 1.  | Wisła Krakau           | 6   | 6 | 0 | 0 | 017:100 | +16   | 18     |
| 2.  | Koszarawa Żywiec       | 6   | 2 | 2 | 2 | 005:800 | −3    | 08     |
| 3.  | Szczakowianka Jaworzno | 6   | 1 | 3 | 2 | 012:100 | +2    | 06     |
| 4.  | Tłoki Gorzyce          | 6   | 0 | 1 | 5 | 004:190 | −15   | 01     |

|                                 |   |                        |           |
| 21. September 2004 um 15:30 Uhr |   |                        |           |
| Szczakowianka Jaworzno          | – | Koszarawa Żywiec       | 0:0       |
| 22. September 2004 um 15:30 Uhr |   |                        |           |
| Tłoki Gorzyce                   | – | Wisła Krakau           | 0:3 (0:2) |
| 6. Oktober 2004 um 15:00 Uhr    |   |                        |           |
| Tłoki Gorzyce                   | – | Koszarawa Żywiec       | 1:2 (0:1) |
| 24. Oktober 2004 um 13:00 Uhr   |   |                        |           |
| Koszarawa Żywiec                | – | Wisła Krakau           | 0:2 (0:1) |
| 26. Oktober 2004 um 13:30 Uhr   |   |                        |           |
| Szczakowianka Jaworzno          | – | Tłoki Gorzyce          | 9:2 (8:1) |
| 9. November 2004 um 13:00 Uhr   |   |                        |           |
| Koszarawa Żywiec                | – | Szczakowianka Jaworzno | 1:1 (1:0) |
| 10. November 2004 um 18:00 Uhr  |   |                        |           |
| Wisła Krakau                    | – | Tłoki Gorzyce          | 2:0 (1:0) |
| 24. November 2004 um 13:00 Uhr  |   |                        |           |
| Szczakowianka Jaworzno          | – | Wisła Krakau           | 1:2 (0:0) |
| 28. November 2004 um 13:00 Uhr  |   |                        |           |
| Koszarawa Żywiec                | – | Tłoki Gorzyce          | 2:0 (0:0) |
| 28. November 2004 um 15:00 Uhr  |   |                        |           |
| Wisła Krakau                    | – | Szczakowianka Jaworzno | 4:0 (3:0) |
| 1. Dezember 2004 um 17:00 Uhr   |   |                        |           |
| Wisła Krakau                    | – | Koszarawa Żywiec       | 4:0 (1:0) |
| 4. Dezember 2004 um 13:00 Uhr   |   |                        |           |
| Tłoki Gorzyce                   | – | Szczakowianka Jaworzno | 1:1 (1:1) |

### Gruppe 2
| Pl. | Verein                    | Sp. | S | U | N | Tore    | Diff. | Punkte |
| --- | ------------------------- | --- | - | - | - | ------- | ----- | ------ |
| 1.  | Pogoń Szczecin            | 6   | 4 | 0 | 2 | 017:500 | +12   | 12     |
| 2.  | Legia Warschau            | 6   | 4 | 0 | 2 | 009:700 | +2    | 12     |
| 3.  | Mazowsze Grójec           | 6   | 2 | 0 | 4 | 006:130 | −7    | 06     |
| 4.  | Świt Nowy Dwór Mazowiecki | 6   | 2 | 0 | 4 | 004:110 | −7    | 06     |

|                                 |   |                           |           |
| 22. September 2004 um 18:00 Uhr |   |                           |           |
| Świt Nowy Dwór Mazowiecki       | – | Legia Warschau            | 0:1 (0:0) |
| 22. September 2004 um 18:00 Uhr |   |                           |           |
| Pogoń Szczecin                  | – | Mazowsze Grójec           | 8:1 (2:1) |
| 5. Oktober 2004 um 18:00 Uhr    |   |                           |           |
| Świt Nowy Dwór Mazowiecki       | – | Pogoń Szczecin            | 2:0 (0:0) |
| 6. Oktober 2004 um 18:00 Uhr    |   |                           |           |
| Legia Warschau                  | – | Mazowsze Grójec           | 1:0 (1:0) |
| 23. Oktober 2004 um 17:30 Uhr   |   |                           |           |
| Pogoń Szczecin                  | – | Legia Warschau            | 3:0 (0:0) |
| 27. Oktober 2004 um 14:15 Uhr   |   |                           |           |
| Mazowsze Grójec                 | – | Świt Nowy Dwór Mazowiecki | 3:1 (2:1) |
| 9. November 2004 um 13:00 Uhr   |   |                           |           |
| Mazowsze Grójec                 | – | Pogoń Szczecin            | 1:0 (1:0) |
| 10. November 2004 um 20:00 Uhr  |   |                           |           |
| Legia Warschau                  | – | Świt Nowy Dwór Mazowiecki | 4:0 (1:0) |
| 20. November 2004 um 15:00 Uhr  |   |                           |           |
| Świt Nowy Dwór Mazowiecki       | – | Mazowsze Grójec           | 1:0 (1:0) |
| 28. November 2004 um 13:00 Uhr  |   |                           |           |
| Mazowsze Grójec                 | – | Legia Warschau            | 1:2 (0:1) |
| 28. November 2004 um 15:30 Uhr  |   |                           |           |
| Pogoń Szczecin                  | – | Świt Nowy Dwór Mazowiecki | 3:0 (1:0) |
| 5. Dezember 2004 um 15:00 Uhr   |   |                           |           |
| Legia Warschau                  | – | Pogoń Szczecin            | 1:3 (0:0) |

### Gruppe 3
| Pl. | Verein            | Sp. | S | U | N | Tore    | Diff. | Punkte |
| --- | ----------------- | --- | - | - | - | ------- | ----- | ------ |
| 1.  | Amica Wronki      | 6   | 5 | 1 | 0 | 015:500 | +10   | 16     |
| 2.  | Zagłębie Lubin    | 6   | 3 | 1 | 2 | 016:800 | +8    | 10     |
| 3.  | Górnik Polkowice  | 6   | 1 | 2 | 3 | 008:110 | −3    | 05     |
| 4.  | Kotwica Kołobrzeg | 6   | 1 | 0 | 5 | 007:220 | −15   | 03     |

|                                 |   |                   |           |
| 21. September 2004 um 18:00 Uhr |   |                   |           |
| Zagłębie Lubin                  | – | Górnik Polkowice  | 2:2 (0:2) |
| 22. September 2004 um 18:00 Uhr |   |                   |           |
| Amica Wronki                    | – | Kotwica Kołobrzeg | 5:1 (3:1) |
| 5. Oktober 2004 um 14:30 Uhr    |   |                   |           |
| Kotwica Kołobrzeg               | – | Górnik Polkowice  | 3:1 (1:1) |
| 24. Oktober 2004 um 18:00 Uhr   |   |                   |           |
| Amica Wronki                    | – | Zagłębie Lubin    | 2:1 (0:0) |
| 27. Oktober 2004 um 18:00 Uhr   |   |                   |           |
| Zagłębie Lubin                  | – | Kotwica Kołobrzeg | 4:1 (3:1) |
| 27. Oktober 2004 um 20:00 Uhr   |   |                   |           |
| Górnik Polkowice                | – | Amica Wronki      | 0:3 (0:1) |
| 9. November 2004 um 18:00 Uhr   |   |                   |           |
| Górnik Polkowice                | – | Zagłębie Lubin    | 0:2 (0:1) |
| 10. November 2004 um 13:00 Uhr  |   |                   |           |
| Kotwica Kołobrzeg               | – | Amica Wronki      | 1:2 (0:1) |
| 24. November 2004 um 16:00 Uhr  |   |                   |           |
| Górnik Polkowice                | – | Kotwica Kołobrzeg | 4:0 (2:0) |
| 28. November 2004 um 14:00 Uhr  |   |                   |           |
| Zagłębie Lubin                  | – | Amica Wronki      | 1:2 (0:0) |
| 5. Dezember 2004 um 13:00 Uhr   |   |                   |           |
| Kotwica Kołobrzeg               | – | Zagłębie Lubin    | 1:6 (1:3) |
| 5. Dezember 2004 um 13:00 Uhr   |   |                   |           |
| Amica Wronki                    | – | Górnik Polkowice  | 1:1 (1:0) |

### Gruppe 4
| Pl. | Verein                           | Sp. | S | U | N | Tore    | Diff. | Punkte |
| --- | -------------------------------- | --- | - | - | - | ------- | ----- | ------ |
| 1.  | Dyskobolia Grodzisk Wielkopolski | 6   | 5 | 1 | 0 | 015:500 | +10   | 16     |
| 2.  | GKS Bełchatów                    | 6   | 4 | 1 | 1 | 021:500 | +16   | 13     |
| 3.  | Olimpia Sztum                    | 6   | 1 | 1 | 4 | 009:230 | −14   | 04     |
| 4.  | Piast Gliwice                    | 6   | 0 | 1 | 5 | 004:160 | −12   | 01     |

|                                  |   |                                  |           |
| 22. September 2004 um 18:00 Uhr  |   |                                  |           |
| Dyskobolia Grodzisk Wielkopolski | – | Olimpia Sztum                    | 3:2 (1:0) |
| 22. September 2004 um 18:00 Uhr  |   |                                  |           |
| GKS Bełchatów                    | – | Piast Gliwice                    | 2:1 (2:0) |
| 5. Oktober 2004 um 18:00 Uhr     |   |                                  |           |
| GKS Bełchatów                    | – | Dyskobolia Grodzisk Wielkopolski | 1:2 (0:0) |
| 6. Oktober 2004 um 14:30 Uhr     |   |                                  |           |
| Olimpia Sztum                    | – | Piast Gliwice                    | 4:2 (4:1) |
| 27. Oktober 2004 um 14:30 Uhr    |   |                                  |           |
| Piast Gliwice                    | – | Dyskobolia Grodzisk Wielkopolski | 0:2 (0:0) |
| 27. Oktober 2004 um 18:00 Uhr    |   |                                  |           |
| GKS Bełchatów                    | – | Olimpia Sztum                    | 9:1 (3:0) |
| 10. November 2004 um 13:00 Uhr   |   |                                  |           |
| Olimpia Sztum                    | – | Dyskobolia Grodzisk Wielkopolski | 1:4 (0:3) |
| 10. November 2004 um 13:00 Uhr   |   |                                  |           |
| Piast Gliwice                    | – | GKS Bełchatów                    | 0:4 (0:1) |
| 27. November 2004 um 13:00 Uhr   |   |                                  |           |
| Piast Gliwice                    | – | Olimpia Sztum                    | 1:1 (0:0) |
| 27. November 2004 um 15:30 Uhr   |   |                                  |           |
| Dyskobolia Grodzisk Wielkopolski | – | GKS Bełchatów                    | 1:1 (1:1) |
| 4. Dezember 2004 um 13:00 Uhr    |   |                                  |           |
| Olimpia Sztum                    | – | GKS Bełchatów                    | 0:4 (0:1) |
| 4. Dezember 2004 um 13:00 Uhr    |   |                                  |           |
| Dyskobolia Grodzisk Wielkopolski | – | Piast Gliwice                    | 3:0 (2:0) |

### Gruppe 5
| Pl. | Verein             | Sp. | S | U | N | Tore    | Diff. | Punkte |
| --- | ------------------ | --- | - | - | - | ------- | ----- | ------ |
| 1.  | Wisła Płock        | 6   | 4 | 2 | 0 | 015:800 | +7    | 14     |
| 2.  | Odra Wodzisław     | 6   | 2 | 4 | 0 | 020:400 | +16   | 10     |
| 3.  | ŁKS Łódź           | 6   | 2 | 1 | 3 | 012:110 | +1    | 07     |
| 4.  | Kujawiak Włocławek | 6   | 0 | 1 | 5 | 006:200 | −14   | 01     |

|                                 |   |                    |           |
| 22. September 2004 um 18:00 Uhr |   |                    |           |
| ŁKS Łódź                        | – | Odra Wodzisław     | 1:1 (1:0) |
| 6. Oktober 2004 um 14:30 Uhr    |   |                    |           |
| Kujawiak Włocławek              | – | Odra Wodzisław     | 1:1 (1:0) |
| 6. Oktober 2004 um 18:00 Uhr    |   |                    |           |
| Wisła Płock                     | – | ŁKS Łódź           | 2:1 (1:1) |
| 27. Oktober 2004 um 18:00 Uhr   |   |                    |           |
| ŁKS Łódź                        | – | Kujawiak Włocławek | 5:2 (3:2) |
| 27. Oktober 2004 um 18:00 Uhr   |   |                    |           |
| Odra Wodzisław                  | – | Wisła Płock        | 1:1 (0:0) |
| 10. November 2004 um 13:00 Uhr  |   |                    |           |
| Kujawiak Włocławek              | – | Wisła Płock        | 1:5 (0:2) |
| 10. November 2004 um 18:00 Uhr  |   |                    |           |
| Odra Wodzisław                  | – | ŁKS Łódź           | 3:0 (0:0) |
| 13. November 2004 um 13:00 Uhr  |   |                    |           |
| Wisła Płock                     | – | Odra Wodzisław     | 1:1 (1:0) |
| 21. November 2004 um 12:00 Uhr  |   |                    |           |
| Kujawiak Włocławek              | – | ŁKS Łódź           | 10:3 1    |
| 26. November 2004 um 18:30 Uhr  |   |                    |           |
| ŁKS Łódź                        | – | Wisła Płock        | 2:3 (1:3) |
| 27. November 2004 um 15:30 Uhr  |   |                    |           |
| Odra Wodzisław                  | – | Kujawiak Włocławek | 13:0 1    |

### Gruppe 6
| Pl. | Verein                       | Sp. | S | U | N | Tore    | Diff. | Punkte |
| --- | ---------------------------- | --- | - | - | - | ------- | ----- | ------ |
| 1.  | KSZO Ostrowiec Świętokrzyski | 6   | 3 | 2 | 1 | 005:400 | +1    | 11     |
| 2.  | Lech Posen                   | 6   | 3 | 1 | 2 | 011:400 | +7    | 10     |
| 3.  | Arka Gdynia                  | 6   | 1 | 3 | 2 | 005:800 | −3    | 06     |
| 4.  | Drwęca Nowe Miasto Lubawskie | 6   | 1 | 2 | 3 | 005:100 | −5    | 05     |

|                                 |   |                              |           |
| 21. September 2004 um 19:00 Uhr |   |                              |           |
| Lech Posen                      | – | KSZO Ostrowiec Świętokrzyski | 2:0 (1:0) |
| 22. September 2004 um 19:00 Uhr |   |                              |           |
| Arka Gdynia                     | – | Drwęca Nowe Miasto Lubawskie | 2:1 (0:1) |
| 6. Oktober 2004 um 18:00 Uhr    |   |                              |           |
| KSZO Ostrowiec Świętokrzyski    | – | Drwęca Nowe Miasto Lubawskie | 1:1 (0:1) |
| 6. Oktober 2004 um 18:00 Uhr    |   |                              |           |
| Lech Posen                      | – | Arka Gdynia                  | 4:1 (2:1) |
| 24. Oktober 2004 um 13:00 Uhr   |   |                              |           |
| Drwęca Nowe Miasto Lubawskie    | – | Lech Posen                   | 2:0 (0:0) |
| 26. Oktober 2004 um 18:00 Uhr   |   |                              |           |
| Arka Gdynia                     | – | KSZO Ostrowiec Świętokrzyski | 1:1 (1:0) |
| 9. November 2004 um 18:00 Uhr   |   |                              |           |
| KSZO Ostrowiec Świętokrzyski    | – | Lech Posen                   | 1:0 (0:0) |
| 10. November 2004 um 13:00 Uhr  |   |                              |           |
| Drwęca Nowe Miasto Lubawskie    | – | Arka Gdynia                  | 1:1 (0:0) |
| 20. November 2004 um 15:30 Uhr  |   |                              |           |
| KSZO Ostrowiec Świętokrzyski    | – | Arka Gdynia                  | 1:0 (0:0) |
| 28. November 2004 um 13:00 Uhr  |   |                              |           |
| Drwęca Nowe Miasto Lubawskie    | – | KSZO Ostrowiec Świętokrzyski | 0:1 (0:0) |
| 28. November 2004 um 15:30 Uhr  |   |                              |           |
| Arka Gdynia                     | – | Lech Posen                   | 1:1 (0:0) |
| 4. Dezember 2004 um 16:30 Uhr   |   |                              |           |
| Lech Posen                      | – | Drwęca Nowe Miasto Lubawskie | 5:0 (1:0) |

### Gruppe 7
| Pl. | Verein                     | Sp. | S | U | N | Tore    | Diff. | Punkte |
| --- | -------------------------- | --- | - | - | - | ------- | ----- | ------ |
| 1.  | Górnik Zabrze              | 6   | 5 | 0 | 1 | 015:600 | +9    | 15     |
| 2.  | Podbeskidzie Bielsko-Biała | 6   | 4 | 1 | 1 | 014:800 | +6    | 13     |
| 3.  | GKS Katowice               | 6   | 2 | 1 | 3 | 011:800 | +3    | 07     |
| 4.  | Skalnik Gracze             | 6   | 0 | 0 | 6 | 004:220 | −18   | 0      |

|                                 |   |                            |           |
| 21. September 2004 um 15:30 Uhr |   |                            |           |
| Podbeskidzie Bielsko-Biała      | – | Górnik Zabrze              | 3:2 (0:1) |
| 22. September 2004 um 18:00 Uhr |   |                            |           |
| GKS Katowice                    | – | Skalnik Gracze             | 3:0 (1:0) |
| 5. Oktober 2004 um 15:00 Uhr    |   |                            |           |
| Podbeskidzie Bielsko-Biała      | – | Skalnik Gracze             | 4:1 (1:1) |
| 6. Oktober 2004 um 20:00 Uhr    |   |                            |           |
| Górnik Zabrze                   | – | GKS Katowice               | 1:0 (1:0) |
| 24. Oktober 2004 um 13:00 Uhr   |   |                            |           |
| Skalnik Gracze                  | – | Górnik Zabrze              | 0:5 (0:3) |
| 26. Oktober 2004 um 13:00 Uhr   |   |                            |           |
| Podbeskidzie Bielsko-Biała      | – | GKS Katowice               | 1:1 (1:0) |
| 10. November 2004 um 13:00 Uhr  |   |                            |           |
| Skalnik Gracze                  | – | GKS Katowice               | 2:5 (0:2) |
| 10. November 2004 um 18:00 Uhr  |   |                            |           |
| Górnik Zabrze                   | – | Podbeskidzie Bielsko-Biała | 3:1 (1:0) |
| 23. November 2004 um 17:00 Uhr  |   |                            |           |
| Górnik Zabrze                   | – | Skalnik Gracze             | 2:1 (0:0) |
| 27. November 2004 um 13:00 Uhr  |   |                            |           |
| GKS Katowice                    | – | Górnik Zabrze              | 1:2 (1:2) |
| 28. November 2004 um 13:00 Uhr  |   |                            |           |
| Skalnik Gracze                  | – | Podbeskidzie Bielsko-Biała | 0:3 (0:1) |
| 4. Dezember 2004 um 15:00 Uhr   |   |                            |           |
| GKS Katowice                    | – | Podbeskidzie Bielsko-Biała | 1:2 (0:0) |

### Gruppe 8
| Pl. | Verein           | Sp. | S | U | N | Tore    | Diff. | Punkte |
| --- | ---------------- | --- | - | - | - | ------- | ----- | ------ |
| 1.  | Korona Kielce    | 6   | 4 | 1 | 1 | 016:800 | +8    | 13     |
| 2.  | Polonia Warschau | 6   | 3 | 2 | 1 | 009:500 | +4    | 11     |
| 3.  | Górnik Łęczna    | 6   | 2 | 2 | 2 | 005:600 | −1    | 08     |
| 4.  | FKS Stal Mielec  | 6   | 0 | 1 | 5 | 004:150 | −11   | 01     |

|                                 |   |                  |           |
| 21. September 2004 um 18:00 Uhr |   |                  |           |
| Polonia Warschau                | – | Korona Kielce    | 1:3 (0:2) |
| 22. September 2004 um 18:00 Uhr |   |                  |           |
| Górnik Łęczna                   | – | FKS Stal Mielec  | 2:1 (2:1) |
| 6. Oktober 2004 um 14:30 Uhr    |   |                  |           |
| FKS Stal Mielec                 | – | Korona Kielce    | 2:4 (1:3) |
| 6. Oktober 2004 um 18:00 Uhr    |   |                  |           |
| Górnik Łęczna                   | – | Polonia Warschau | 0:0       |
| 26. Oktober 2004 um 18:00 Uhr   |   |                  |           |
| Polonia Warschau                | – | FKS Stal Mielec  | 1:1 (1:1) |
| 27. Oktober 2004 um 13:00 Uhr   |   |                  |           |
| Korona Kielce                   | – | Górnik Łęczna    | 2:2 (1:0) |
| 10. November 2004 um 13:00 Uhr  |   |                  |           |
| FKS Stal Mielec                 | – | Górnik Łęczna    | 0:1 (0:1) |
| 10. November 2004 um 13:00 Uhr  |   |                  |           |
| Korona Kielce                   | – | Polonia Warschau | 1:3 (1:2) |
| 27. November 2004 um 13:00 Uhr  |   |                  |           |
| Korona Kielce                   | – | FKS Stal Mielec  | 4:0 (2:0) |
| 27. November 2004 um 15:30 Uhr  |   |                  |           |
| Polonia Warschau                | – | Górnik Łęczna    | 1:0 (0:0) |
| 3. Dezember 2004 um 18:00 Uhr   |   |                  |           |
| Górnik Łęczna                   | – | Korona Kielce    | 0:2 (0:1) |
| 5. Dezember 2004 um 13:00 Uhr   |   |                  |           |
| FKS Stal Mielec                 | – | Polonia Warschau | 0:3 (0:2) |

## 3. Runde
Die Spiele der 3. Runde wurden in Hin- und Rückspielen ausgetragen. Die erstgenannten Mannschaften hatten zuerst Heimrecht. Die Hinspiele fanden vom 5. bis 24. März, die Rückspiele zwischen dem 22. März und 13. April 2005 statt.
| Datum             |                            | Gesamt          |                                  | Hinspiel | Rückspiel |
| ----------------- | -------------------------- | --------------- | -------------------------------- | -------- | --------- |
| 05.03./13.04.2005 | Legia Warschau             | 2:2 (3:2 i. E.) | Górnik Zabrze                    | 1:0      | 1:2 n. V. |
| 15./22.03.2005    | Zagłębie Lubin             | 3:2             | KSZO Ostrowiec Świętokrzyski     | 1:0      | 2:2       |
| 16./24.03.2005    | Odra Wodzisław             | 2:4             | Dyskobolia Grodzisk Wielkopolski | 1:2      | 1:2       |
| 16.03./12.04.2005 | Lech Posen                 | 3:2             | Amica Wronki                     | 2:1      | 1:1       |
| 16.03./12.04.2005 | Wisła Krakau               | 7:2             | Polonia Warschau                 | 5:0      | 2:2       |
| 23.03./13.04.2005 | Podbeskidzie Bielsko-Biała | 1:2             | Pogoń Szczecin                   | 1:1      | 0:1       |
| 23.03./13.04.2005 | Koszarawa Żywiec           | 3:4             | Korona Kielce                    | 2:2      | 1:2       |
| 24.03./13.04.2005 | GKS Bełchatów              | 1:4             | Wisła Płock                      | 0:1      | 1:3       |

## Viertelfinale
Die Spiele wurden in Hin- und Rückspielen ausgetragen. Die erstgenannten Mannschaften hatten zuerst Heimrecht. Die Hinspiele fanden am 10. und 11. Mai 2005, die Rückspiele am 17. und 18. Mai 2005 statt.
| Datum          |                | Gesamt |                                  | Hinspiel | Rückspiel |
| -------------- | -------------- | ------ | -------------------------------- | -------- | --------- |
| 10./18.05.2005 | Lech Posen     | 1:2    | Legia Warschau                   | 0:0      | 1:2       |
| 11./18.05.05   | Korona Kielce  | 4:6    | Dyskobolia Grodzisk Wielkopolski | 2:4      | 2:2       |
| 11./18.05.05   | Wisła Płock    | 1:4    | Zagłębie Lubin                   | 1:1      | 0:3       |
| 11./17.05.2005 | Pogoń Szczecin | 0:1    | Wisła Krakau                     | 0:0      | 0:1       |

## Halbfinale
Die erstgenannten Mannschaften hatten zuerst Heimrecht. Die Hinspiele fanden am 6. Juni, die Rückspiele am 15. Juni 2005 statt.
| Datum        |                | Gesamt          |                                  | Hinspiel | Rückspiel |
| ------------ | -------------- | --------------- | -------------------------------- | -------- | --------- |
| 06./15.06.05 | Legia Warschau | 1:1 (1:4 i. E.) | Dyskobolia Grodzisk Wielkopolski | 1:1      | 1:1 n. V. |
| 06./15.06.05 | Wisła Krakau   | 2:3             | Zagłębie Lubin                   | 1:0      | 1:3       |

## Finale
| Dyskobolia Grodzisk Wielkopolski                            | Dyskobolia Grodzisk Wielkopolski | Zagłębie Lubin | Zagłębie Lubin |
| ----------------------------------------------------------- | --- | --- | -------------- |
| Dyskobolia Grodzisk Wielkopolski                            | \| 18. Juni 2005 in Grodzisk Wielkopolski (Dyskobolia-Stadion) \| \| Ergebnis: 2:0 (2:0) \| \| Zuschauer: 4.000 \| \| Schiedsrichter: Jacek Granat \|                                                                                           | \| 18. Juni 2005 in Grodzisk Wielkopolski (Dyskobolia-Stadion) \| \| Ergebnis: 2:0 (2:0) \| \| Zuschauer: 4.000 \| \| Schiedsrichter: Jacek Granat \| | Zagłębie Lubin |
| Dyskobolia Grodzisk Wielkopolski                            | Sebastian Przyrowski – Saša Cilinšek, Radek Mynář, Pancze Ḱumbew, Mićo Vranješ – Piotr Piechniak, Dušan Sninský, Andrej Porázik, Vadim Boreţ (83. Rafał Kaczmarczyk) – Adrian Sikora, Bartosz Ślusarski Cheftrainer: Dušan Radolský ( Slowakei) | Danijel Mađarić – Paweł Strąk (73. Andrzej Szczypkowski), Vidas Alunderis, Petr Pokorný, Robert Kłos – Dariusz Jackiewicz, Tomasz Salamoński, Sławomir Pach (46. Maciej Iwański), Łukasz Piszczek – Grzegorz Niciński (46. Wojciech Łobodziński), David Kalousek Cheftrainer: Dražen Besek ( Kroatien) | Zagłębie Lubin |
| Dyskobolia Grodzisk Wielkopolski                            | 1:0 Piotr Piechniak (28.) 2:0 Bartosz Ślusarski (31.) | | Zagłębie Lubin |
| Dyskobolia Grodzisk Wielkopolski                            | Andrej Porázik | Vidas Alunderis, Petr Pokorný, Dariusz Jackiewicz | Zagłębie Lubin |
| 18. Juni 2005 in Grodzisk Wielkopolski (Dyskobolia-Stadion) | | |                |
| Ergebnis: 2:0 (2:0)                                         | | |                |
| Zuschauer: 4.000                                            | | |                |
| Schiedsrichter: Jacek Granat                                | | |                |

| Zagłębie Lubin                                  | Zagłębie Lubin | Dyskobolia Grodzisk Wielkopolski | Dyskobolia Grodzisk Wielkopolski |
| ----------------------------------------------- | --- | --- | -------------------------------- |
| Zagłębie Lubin                                  | \| 21. Juni 2005 in Lubin (Stadion Zagłębia Lubin) \| \| Ergebnis: 1:0 (1:0) \| \| Zuschauer: 8.000 \| \| Schiedsrichter: Mirosław Ryszka \| | \| 21. Juni 2005 in Lubin (Stadion Zagłębia Lubin) \| \| Ergebnis: 1:0 (1:0) \| \| Zuschauer: 8.000 \| \| Schiedsrichter: Mirosław Ryszka \| | Dyskobolia Grodzisk Wielkopolski |
| Zagłębie Lubin                                  | Danijel Mađarić – Wojciech Łobodziński, Vidas Alunderis (82. Rafał Piętka), Petr Pokorný, Robert Kłos – Grzegorz Bartczak, Andrzej Szczypkowski, Sławomir Pach, Maciej Iwański – Grzegorz Niciński (30. Łukasz Piszczek), David Kalousek (85. Tomasz Salamoński) Cheftrainer: Dražen Besek ( Kroatien) | Sebastian Przyrowski – Saša Cilinšek, Radek Mynář, Pancze Ḱumbew, Mićo Vranješ – Piotr Piechniak, Dušan Sninský, Andrej Porázik (53. Michał Goliński), Marcin Nowacki (79. Marcin Łukaszewski) – Adrian Sikora (90. Rafał Kaczmarczyk), Bartosz Ślusarski Cheftrainer: Dušan Radolský ( Slowakei) | Dyskobolia Grodzisk Wielkopolski |
| Zagłębie Lubin                                  | 1:0 Maciej Iwański (22.) | | Dyskobolia Grodzisk Wielkopolski |
| Zagłębie Lubin                                  | Vidas Alunderis, Petr Pokorný, Andrzej Szczypkowski | Radek Mynář, Pancze Ḱumbew, Mićo Vranješ, Michał Goliński, Bartosz Ślusarski | Dyskobolia Grodzisk Wielkopolski |
| Zagłębie Lubin                                  | Mićo Vranješ (77.) | | Dyskobolia Grodzisk Wielkopolski |
| 21. Juni 2005 in Lubin (Stadion Zagłębia Lubin) | | |                                  |
| Ergebnis: 1:0 (1:0)                             | | |                                  |
| Zuschauer: 8.000                                | | |                                  |
| Schiedsrichter: Mirosław Ryszka                 | | |                                  |